# لوئی گییو
لوئی گییو (گ‍ی‌ی‍و) (به فرانسوی: Louis Guilloux) نویسنده و مترجم قرن بیستم میلادی اهل فرانسه است.

## آثار مهم ترجمه شده به فارسی
- همرهان. گیلاس مشروب: نمایشنامه؛ با مقدمه آلبر کامو ؛ ترجمه عبدالله توکل. تهران: موسسه چاپ و انتشارات کورش‌کبیر، [ ۱۳].
- خ‍ان‍هٔ م‍ردم و ه‍م‍راه‍ان؛ ب‍ا م‍ق‍دم‍ه‌ای از آل‍ب‍ر ک‍ام‍و؛ ت‍رج‍م‍ه ه‍ادی ج‍ام‍ع‍ی. ت‍ه‍ران: امیرکبیر٬ ۱۳۵۸.
- ن‍ان روی‍اه‍ا؛ ت‍رج‍م‍ه ه‍ادی ج‍ام‍ع‍ی؛ ت‍ه‍ران: ن‍ش‍ر چ‍ش‍م‍ه، ۱۳۶۷.